# Marama Vahirua
Marama Kevin Vahirua (Papeete, 12 maggio 1980) è un allenatore di calcio ed ex calciatore tahitiano con cittadinanza francese, di ruolo attaccante, attuale preparatore dei portieri del Grenoble.

## Carriera

### Nazionale
Vahirua inizia giocando per la Nazionale di calcio francese Under-21, dove realizza 2 reti in 6 partite, sperando di trovare un posto nella nazionale maggiore guidata da Raymond Domenech.

Dopo la vittoria della Coppa delle nazioni oceaniane 2012 da parte di Tahiti, l'allenatore Eddy Etaeta lo convoca per le partite di qualificazione ai Mondiali di calcio e soprattutto per la Confederations Cup 2013.
Così, a 33 anni, Vahirua decide di rappresentare il suo paese in questa storica partecipazione della compagine della Polinesia, nella cui rosa Vahirua risulta essere l'unico giocatore professionista.
Il 17 giugno 2013 fa il suo debutto in nazionale nella prima partita della Confederations Cup, dove le Tahiti perdono 6-1 contro la Nigeria. In questa partita, Vahirua batte il calcio d'angolo che porta allo storico gol da parte di Jonathan Tehau. In seguito gioca da titolare nelle due partite contro Spagna (terminata con una sconfitta per 10-0) e Uruguay (conclusasi con la vittoria celeste per 8-0), annunciando poi - al termine del torneo - il ritiro dalla nazionale.

## Statistiche

### Cronologia presenze e reti in Nazionale
| Cronologia completa delle presenze e delle reti in nazionale ― Tahiti | Cronologia completa delle presenze e delle reti in nazionale ― Tahiti | Cronologia completa delle presenze e delle reti in nazionale ― Tahiti | Cronologia completa delle presenze e delle reti in nazionale ― Tahiti | Cronologia completa delle presenze e delle reti in nazionale ― Tahiti | Cronologia completa delle presenze e delle reti in nazionale ― Tahiti | Cronologia completa delle presenze e delle reti in nazionale ― Tahiti | Cronologia completa delle presenze e delle reti in nazionale ― Tahiti |
| Data                                                                  | Città                                                                 | In casa                                                               | Risultato                                                             | Ospiti                                                                | Competizione                                                          | Reti                                                                  | Note                                                                  |
| --------------------------------------------------------------------- | --------------------------------------------------------------------- | --------------------------------------------------------------------- | --------------------------------------------------------------------- | --------------------------------------------------------------------- | --------------------------------------------------------------------- | --------------------------------------------------------------------- | --------------------------------------------------------------------- |
| 17-6-2013                                                             | Belo Horizonte                                                        | Tahiti                                                                | 1 – 6                                                                 | Nigeria                                                               | Conf. Cup 2013 - 1º turno                                             | -                                                                     |                                                                       |
| 20-6-2013                                                             | Rio de Janeiro                                                        | Spagna                                                                | 10 – 0                                                                | Tahiti                                                                | Conf. Cup 2013 - 1º turno                                             | -                                                                     |                                                                       |
| 23-6-2013                                                             | Recife                                                                | Uruguay                                                               | 8 – 0                                                                 | Tahiti                                                                | Conf. Cup 2013 - 1º turno                                             | -                                                                     |                                                                       |
| Totale                                                                |                                                                       | Presenze                                                              | 3                                                                     |                                                                       | Reti                                                                  | 0                                                                     |                                                                       |

## Palmarès

### Club
- Coppa di Francia: 1

Nantes: 1999-2000
- Campionato francese: 1

Nantes: 2000-2001

### Individuale
- Calciatore dell'Oceania dell'anno: 1

2005